# Kawaiisus
Els Kawaiisus (també Nuwa o Nuooah) són un grup d'amerindis dels Estats Units que viu al sud de Califòrnia, a les valls de les Muntanyes Tehachapi i al llarg del Tehachapi Pass al sud de Sierra Nevada per al nord, al llarg del llac Isabella i Walker Pass. Històricament, els Kawaiisus també viatjaren cap a l'est a la recerca de queviures a les àrees al nord del desert de Mojave, al nord i nord-est d'Antelope Valley, i fins i tot tan a l'est com Panamint Valley, les muntanyes Panamint, i al límit occidental de Death Valley. Avui alguns kawaiisus estan registrats dins la tribu d'indis Tule River de la Reserva índia Tule River.

## Història
Abans del contacte amb els europeus, els Kawaiisus vivien en llogarets permanents d'hivern de 60 a 100 persones. Sovint es dividien en grups més petits durant els mesos més càlids de l'any i collien plantes natives de Califòrnia a les muntanyes i deserts, i els animals com a aliment i matèries primeres.
El Kawaiisu estaven relacionats pel llenguatge i cultura amb els paiute del sud del sud-oest de Nevada i els Chemehuevi de l'est del desert de Mojave a Califòrnia. És possible que haguessin viscut inicialment al desert abans d'arribar a la regió de les Muntanyes Tehachapi potser fa 2000 anys o abans.
Els Kawaiisus s'han conegut per diversos altres noms, incloent Caliente, Paiute, i indis Tehachapi, però ells mateixos es diuen Nüwa o "poble". Els Kawaiisus mantenen relacions d'amistat amb els veïns kitanemuks i també va participar en caceres col·lectives d'antílops (conduir ramats d'antílops cap als paranys on podrien ser sacrificats més fàcilment) amb els yokuts, un altre grup que vivia a la Vall de San Joaquin.
Cap al 2011 el Projecte Kawaiisu va rebre el Premi de Conservació Històrica del Governador pels seus esforços en documentar la llengua i la cultura kawaiisu, inclòs el "Handbook of the Kawaiisu, language teaching and the Kawaiisu Language and Cultural Center [and] the Kawaiisu exhibit at the Tehachapi Museum." Un diari local destacava en 2010, "Hi ha també diversos centenars de descendents Kawaiisus, tot i que hi ha la idea errònia generalitzada que tots són tots s'han extingit."

## Llengua
El Kawaiisu o Tehachapi és membre de la branca meridional de les llengües numic que formen part de la família lingüística uto-asteca. La llar dels Kawaiisu està envoltada pels parlants de llengúes uto-asteques que no pertanyen al grup numic: els Kitanemuk del sud parlen llengües takic, els tübatulabal del nord parlen tubatulabal, els yokuts a l'oest no són uto-asteques. Els chemehuevi de l'est són considerats els més propers als kawaiisu perquè han adoptat una parla numic meridional.

## Població
Les estimacions de les poblacions de la majoria dels grups nadius a Califòrnia anterior al contacte amb els europeus han variat substancialment. Alfred L. Kroeber proposà la població combinada de Kawaiisu, Koso, i Chemehuevi en 1.500 individus el 1770. Ell mateix estimà la població supervivent dels Kawaiisu, Koso, i Chemehuevi el 1910 en 500 individus.